# Stara Synagoga w Chełmie
Stara Synagoga w Chełmie – została zbudowana w 1584 roku. Kilkakrotnie ulegała pożarom i była odbudowywana. Podczas II wojny światowej, Niemcy  wysadzili synagogę w powietrze. Obecnie po synagodze pozostały jedynie fundamenty.